# Primera División B 2025 (Paraguay)
El campeonato de la Primera División B 2025 del fútbol paraguayo, será la octogésima tercera edición de un campeonato oficial de Tercera División, denominada actualmente Primera División B, organizado por la Asociación Paraguaya de Fútbol. En esta edición compiten 18 equipos.

## Sistema de competición
El modo de disputa se mantendría al igual que en las temporadas precedentes el de todos contra todos a partidos de ida y vuelta, es decir a dos rondas compuestas por 17 jornadas cada una con localía recíproca. Se consagrará campeón el equipo que acumule la mayor cantidad de puntos al término de las 34 fechas.
En caso de paridad de puntos entre dos contendientes, se define el título en un partido extra. De existir más de dos en disputa, se resuelve según los siguientes parámetros:
1) saldo de goles;
2) mayor cantidad de goles marcados;
3) mayor cantidad de goles marcados en condición de visitante;
4) sorteo.

## Producto de la clasificación
- El torneo coronará al 83° campeón en la historia de la Tercera División.[2]
- El campeón del torneo, obtendrá directamente su ascenso a la Segunda División. El subcampeón tendrá derecho a disputar la segunda plaza de ascenso a Intermedia con el campeón de la Primera B Nacional.
- Los dos equipos que terminen en las últimas posiciones de la tabla de promedios descenderán a la Cuarta División.

## Ascensos y descensos
| Pos | Ascendidos a Segunda División |
| --- | ----------------------------- |
| 1.º | Deportivo Capiatá             |
| 2.º | River Plate                   |

| Pos | Descendidos a Primera División C |
| --- | -------------------------------- |
| 17º | Cristóbal Colón (Ñ)              |
| 18º | 12 de Octubre SD                 |

| Pos  | Descendidos de la Segunda División |
| ---- | ---------------------------------- |
| 14.° | Martín Ledesma                     |
| 16º  | Atlético Colegiales                |

| Pos | Ascendidos de la Primera División C |
| --- | ----------------------------------- |
| 1.º | Sportivo Iteño                      |
| 2.º | Fulgencio Yegros                    |

## Equipos participantes
| Equipo                | Ciudad                  | Estadio                 | Capacidad | Fundación                |
| --------------------- | ----------------------- | ----------------------- | --------- | ------------------------ |
| Sportivo Iteño        | Itá                     | Salvador Morga          | 4.500     | 1 de junio de 1924       |
| 29 de Setiembre       | Luque                   | Salustiano Zaracho      | 3.500     | 30 de abril de 1942      |
| 3 de Febrero          | Asunción                | 3 de Febrero            | 500       | 10 de marzo de 1949      |
| 3 de Noviembre        | Asunción                | Rubén Ramírez           | 1.500     | 15 de mayo de 1959       |
| Atlántida             | Asunción                | Flaviano Díaz           | 1.000     | 23 de diciembre de 1906  |
| Olimpia (Itá)         | Itá                     | Manuel Gamarra          | 5.000     | 8 de marzo de 1921       |
| Fulgencio Yegros      | Ñemby                   | Parque Fulgencio Yegros | 1.000     | 14 de mayo de 1924       |
| Sport Colombia        | Fernando de la Mora     | Alfonso Colmán          | 7.000     | 1 de noviembre de 1924   |
| Cristóbal Colón (JAS) | Julián Augusto Saldívar | Herminio Ricardo        | 3.000     | 12 de octubre de 1913    |
| Atlético Colegiales   | Lambaré                 | Luciano Zacarías        | 4.500     | 7 de enero de 1977       |
| Martín Ledesma        | Capiatá                 | Enrique Soler           | 5.000     | 22 de septiembre de 1914 |
| Sportivo Limpeño      | Limpio                  | Optaciano Gómez         | 1.800     | 16 de julio de 1914      |
| Presidente Hayes      | Asunción                | Félix Cabrera           | 5.000     | 8 de noviembre de 1907   |
| 12 de Octubre FC      | Itauguá                 | Luis Salinas            | 10.000    | 14 de agosto de 1914     |
| General Díaz          | Luque                   | CONMEBOL                | 4.000     | 22 de septiembre de 1917 |
| Benjamín Aceval       | Villa Hayes             | Isidro Roussillón       | 5.000     | 6 de junio de 1918       |
| Silvio Pettirossi     | Asunción                | Bernabé Pedrozo         | 4.000     | 11 de marzo de 1926      |
| 24 de Setiembre VP    | Areguá                  | Próculo Cortázar        | 2.500     | 24 de setiembre de 1914  |

### Localización
La mayoría de los clubes (12) se concentra en el departamento Central. En tanto que cinco se encuentran a corta distancia en la capital del país y uno se encuentra en el Departamento de Presidente Hayes.
| Distrito capital/Departamento    | Cantidad | Equipos |
| -------------------------------- | -------- | --- |
| Departamento Central             | 12       | 12 de Octubre FC (Itauguá), Martin Ledesma (Capiatá), Olimpia (Itá), Sportivo Iteño (Itá), 29 de Setiembre (Luque), 24 de Setiembre (Areguá), Cristóbal Colón (Julián Augusto Saldívar), Fulgencio Yegros (Ñemby), Sportivo Limpeño (Limpio), General Díaz (Luque), Sport Colombia (Fernando de la Mora), Atlético Colegiales (Lambaré) |
| Asunción                         | 5        | 3 de Febrero, 3 de Noviembre, Atlántida, Presidente Hayes, Silvio Pettirossi |
| Departamento de Presidente Hayes | 1        | Benjamín Aceval (Villa Hayes) |

## Clasificación
| Pos. | Equipo                | Pts. | PJ | G  | E | P  | GF | GC | Dif. | Clasificación 2025                              |
| ---- | --------------------- | ---- | -- | -- | - | -- | -- | -- | ---- | ----------------------------------------------- |
| 1    | 3 de Noviembre        | 42   | 19 | 13 | 3 | 3  | 30 | 18 | +12  | Ascendido a Segunda División                    |
| 2    | Olimpia (Itá)         | 38   | 19 | 11 | 5 | 3  | 44 | 15 | +29  | Jugará repechaje por ascenso a Segunda División |
| 3    | 24 de Setiembre       | 36   | 19 | 10 | 6 | 3  | 31 | 20 | +11  |                                                 |
| 4    | Martín Ledesma        | 36   | 19 | 11 | 3 | 5  | 32 | 25 | +7   |                                                 |
| 5    | Benjamín Aceval       | 33   | 19 | 9  | 6 | 4  | 35 | 26 | +9   |                                                 |
| 6    | Cristóbal Colón (JAS) | 32   | 19 | 8  | 8 | 3  | 30 | 16 | +14  |                                                 |
| 7    | Sportivo Limpeño      | 30   | 19 | 8  | 6 | 5  | 19 | 15 | +4   |                                                 |
| 8    | 12 de Octubre FC      | 29   | 19 | 8  | 5 | 6  | 37 | 23 | +14  |                                                 |
| 9    | 3 de Febrero FBC      | 27   | 19 | 8  | 3 | 8  | 25 | 26 | −1   |                                                 |
| 10   | Silvio Pettirossi     | 26   | 19 | 7  | 5 | 7  | 27 | 25 | +2   |                                                 |
| 11   | Atlántida             | 23   | 19 | 6  | 5 | 8  | 25 | 29 | −4   |                                                 |
| 12   | Sport Colombia        | 22   | 19 | 5  | 7 | 7  | 20 | 23 | −3   |                                                 |
| 13   | 29 de Setiembre       | 22   | 19 | 6  | 4 | 9  | 23 | 38 | −15  |                                                 |
| 14   | Presidente Hayes      | 18   | 19 | 5  | 3 | 11 | 17 | 26 | −9   |                                                 |
| 15   | Sportivo Iteño        | 18   | 19 | 4  | 6 | 9  | 18 | 30 | −12  |                                                 |
| 16   | Atlético Colegiales   | 17   | 19 | 3  | 8 | 8  | 16 | 29 | −13  |                                                 |
| 17   | Fulgencio Yegros      | 14   | 19 | 3  | 5 | 11 | 13 | 27 | −14  |                                                 |
| 18   | General Díaz          | 5    | 19 | 1  | 2 | 16 | 5  | 36 | −31  |                                                 |

Actualizado a los partidos jugados el 18 de agosto de 2025.
 Fuente: APF

## Fixture
- Los horarios son correspondientes a PYT (UTC-3).

### Primera vuelta
| Fecha 1             | Fecha 1   | Fecha 1             | Fecha 1           | Fecha 1     | Fecha 1 |
| Local               | Resultado | Visitante           | Estadio           | Día         | Hora    |
| ------------------- | --------- | ------------------- | ----------------- | ----------- | ------- |
| Sport Colombia      | 2 – 1     | 29 de Setiembre     | Arsenio Erico     | 19 de abril | 9:00    |
| Presidente Hayes    | 0 – 1     | Fulgencio Yegros    | Fortín de Tacumbú | 19 de abril | 16:00   |
| 24 de Setiembre     | 2 – 0     | Martín Ledesma      | Próculo Cortázar  | 20 de abril | 16:00   |
| Benjamín Aceval     | 1 – 1     | Atlántida           | Isidro Roussillón | 20 de abril | 16:00   |
| Silvio Pettirossi   | 0 – 0     | Atlético Colegiales | Bernabé Pedrozo   | 20 de abril | 16:00   |
| 3 de Noviembre      | 3 – 0     | 12 de Octubre       | Rubén Ramírez     | 20 de abril | 16:00   |
| Olimpia (Itá)       | 2 – 0     | General Díaz        | Manuel Gamarra    | 20 de abril | 16:00   |
| Sportivo Limpeño    | 0 – 0     | 3 de Febrero FBC    | Optaciano Gómez   | 20 de abril | 16:00   |
| Cristóbal Colón JAS | 2 – 1     | Sportivo Iteño      | Herminio Ricardo  | 21 de abril | 15:30   |

| Fecha 2             | Fecha 2   | Fecha 2             | Fecha 2            | Fecha 2     | Fecha 2 |
| Local               | Resultado | Visitante           | Estadio            | Día         | Hora    |
| ------------------- | --------- | ------------------- | ------------------ | ----------- | ------- |
| 3 de Febrero FBC    | 1 – 0     | Olimpia (Itá)       | 3 de Febrero       | 26 de abril | 16:00   |
| Martín Ledesma      | 0 – 0     | Fulgencio Yegros    | Enrique Soler      | 26 de abril | 16:00   |
| Atlántida           | 3 – 1     | 24 de Setiembre     | Isidro Roussillón  | 26 de abril | 16:00   |
| 12 de Octubre       | 1 – 1     | Sport Colombia      | Luis Salinas       | 26 de abril | 16:15   |
| Atlético Colegiales | 0 – 0     | Cristóbal Colón JAS | Luciano Zacarías   | 27 de abril | 10:00   |
| Sportivo Limpeño    | 0 – 1     | Presidente Hayes    | Optaciano Gómez    | 27 de abril | 16:00   |
| 29 de Setiembre     | 1 – 2     | Silvio Pettirossi   | Salustiano Zaracho | 27 de abril | 16:00   |
| Sportivo Iteño      | 1 – 1     | Benjamín Aceval     | Salvador Morga     | 27 de abril | 16:00   |
| General Díaz        | 0 – 1     | 3 de Noviembre      | Isidro Roussillón  | 28 de abril | 15:30   |

| Fecha 3             | Fecha 3   | Fecha 3             | Fecha 3                 | Fecha 3   | Fecha 3 |
| Local               | Resultado | Visitante           | Estadio                 | Día       | Hora    |
| ------------------- | --------- | ------------------- | ----------------------- | --------- | ------- |
| Sport Colombia      | 2 – 0     | General Díaz        | Arsenio Erico           | 2 de mayo | 9:00    |
| Presidente Hayes    | 1 – 2     | Martín Ledesma      | Fortín de Tacumbú       | 3 de mayo | 10:00   |
| Cristóbal Colón JAS | 6 – 0     | 29 de Setiembre     | Herminio Ricardo        | 3 de mayo | 16:00   |
| Fulgencio Yegros    | 0 – 0     | Atlántida           | Parque Fulgencio Yegros | 4 de mayo | 16:00   |
| 24 de Setiembre     | 1 – 1     | Sportivo Iteño      | Próculo Cortázar        | 4 de mayo | 16:00   |
| Silvio Pettirossi   | 2 – 1     | 12 de Octubre       | Bernabé Pedrozo         | 4 de mayo | 16:00   |
| 3 de Noviembre      | 2 – 1     | 3 de Febrero FBC    | Rubén Ramírez           | 4 de mayo | 16:00   |
| Benjamín Aceval     | 4 – 1     | Atlético Colegiales | Isidro Roussillón       | 4 de mayo | 17:00   |
| Olimpia (Itá)       | 5 – 1     | Sportivo Limpeño    | Manuel Gamarra          | 5 de mayo | 15:30   |

| Fecha 4             | Fecha 4   | Fecha 4             | Fecha 4                 | Fecha 4    | Fecha 4 |
| Local               | Resultado | Visitante           | Estadio                 | Día        | Hora    |
| ------------------- | --------- | ------------------- | ----------------------- | ---------- | ------- |
| 12 de Octubre       | 0 – 0     | Cristóbal Colón JAS | Luis Salinas            | 9 de mayo  | 14:45   |
| 29 de Setiembre     | 2 – 1     | Benjamín Aceval     | Salustiano Zaracho      | 10 de mayo | 10:00   |
| 3 de Febrero FBC    | 1 – 1     | Sport Colombia      | 3 de Febrero            | 10 de mayo | 16:00   |
| Atlético Colegiales | 2 – 2     | 24 de Setiembre     | Luciano Zacarías        | 10 de mayo | 16:00   |
| Atlántida           | 2 - 3     | Martín Ledesma      | Facundo de León Fossati | 10 de mayo | 16:00   |
| General Díaz        | 0 – 0     | Silvio Pettirossi   | Hugo Bogado Vaceque     | 11 de mayo | 10:00   |
| Olimpia (Itá)       | 2 – 0     | Presidente Hayes    | Manuel Gamarra          | 11 de mayo | 16:00   |
| Sportivo Limpeño    | 2 – 2     | 3 de Noviembre      | Optaciano Gómez         | 11 de mayo | 16:00   |
| Sportivo Iteño      | 0 – 0     | Fulgencio Yegros    | Salvador Morga          | 11 de mayo | 16:00   |

| Fecha 5             | Fecha 5   | Fecha 5             | Fecha 5                 | Fecha 5    | Fecha 5 |
| Local               | Resultado | Visitante           | Estadio                 | Día        | Hora    |
| ------------------- | --------- | ------------------- | ----------------------- | ---------- | ------- |
| Sport Colombia      | 1 – 0     | Sportivo Limpeño    | Luciano Zacarías        | 16 de mayo | 8:00    |
| Presidente Hayes    | 2 – 0     | Atlántida           | Fortín de Tacumbú       | 17 de mayo | 15:45   |
| Fulgencio Yegros    | 0 – 0     | Atlético Colegiales | Parque Fulgencio Yegros | 17 de mayo | 15:45   |
| 24 de Setiembre     | 3 – 2     | 29 de Setiembre     | Próculo Cortázar        | 17 de mayo | 15:45   |
| Cristóbal Colón JAS | 4 – 0     | General Díaz        | Herminio Ricardo        | 17 de mayo | 15:45   |
| Benjamín Aceval     | 1 – 0     | 12 de Octubre       | Isidro Roussillón       | 17 de mayo | 17:30   |
| Silvio Pettirossi   | 2 – 1     | 3 de Febrero FBC    | Bernabé Pedrozo         | 18 de mayo | 15:45   |
| 3 de Noviembre      | 1 – 4     | Olimpia (Itá)       | Rubén Ramírez           | 18 de mayo | 15:45   |
| Martín Ledesma      | 2 – 1     | Sportivo Iteño      | Enrique Soler           | 19 de mayo | 14:45   |

| Fecha 6             | Fecha 6   | Fecha 6             | Fecha 6             | Fecha 6    | Fecha 6 |
| Local               | Resultado | Visitante           | Estadio             | Día        | Hora    |
| ------------------- | --------- | ------------------- | ------------------- | ---------- | ------- |
| 29 de Setiembre     | 3 – 1     | Fulgencio Yegros    | Salustiano Zaracho  | 21 de mayo | 10:00   |
| 3 de Noviembre      | 3 – 1     | Presidente Hayes    | Rubén Ramírez       | 21 de mayo | 15:45   |
| Olimpia (Itá)       | 1 – 1     | Sport Colombia      | Manuel Gamarra      | 21 de mayo | 15:45   |
| Sportivo Limpeño    | 0 – 0     | Silvio Pettirossi   | Optaciano Gómez     | 21 de mayo | 15:45   |
| General Díaz        | 2 – 2     | Benjamín Aceval     | Hugo Bogado Vaceque | 21 de mayo | 15:45   |
| 3 de Febrero FBC    | 2 – 2     | Cristóbal Colón JAS | 3 de Febrero        | 21 de mayo | 15:45   |
| Sportivo Iteño      | 0 – 1     | Atlántida           | Salvador Morga      | 22 de mayo | 15:45   |
| Atlético Colegiales | 2 – 4     | Martín Ledesma      | Luciano Zacarías    | 28 de mayo | 10:00   |
| 12 de Octubre       | 0 - 3     | 24 de Setiembre     | Luis Salinas        | 4 de junio | 16:00   |

| Fecha 7             | Fecha 7   | Fecha 7             | Fecha 7                 | Fecha 7    | Fecha 7 |
| Local               | Resultado | Visitante           | Estadio                 | Día        | Hora    |
| ------------------- | --------- | ------------------- | ----------------------- | ---------- | ------- |
| Fulgencio Yegros    | 2 – 3     | 12 de Octubre       | Parque Fulgencio Yegros | 24 de mayo | 15:45   |
| Cristóbal Colón JAS | 0 – 0     | Sportivo Limpeño    | Herminio Ricardo        | 24 de mayo | 15:45   |
| Martín Ledesma      | 0 – 1     | 29 de Setiembre     | Enrique Soler           | 25 de mayo | 10:00   |
| Sport Colombia      | 0 – 2     | 3 de Noviembre      | Luciano Zacarías        | 25 de mayo | 10:00   |
| 24 de Setiembre     | 1 – 0     | General Díaz        | Próculo Cortázar        | 25 de mayo | 15:45   |
| Silvio Pettirossi   | 0 – 2     | Olimpia (Itá)       | Bernabé Pedrozo         | 25 de mayo | 15:45   |
| Atlántida           | 2 – 1     | Atlético Colegiales | Ricardo Gregor          | 25 de mayo | 15:45   |
| Benjamín Aceval     | 1 – 2     | 3 de Febrero FBC    | Isidro Roussillón       | 26 de mayo | 16:30   |
| Presidente Hayes    | 1 – 1     | Sportivo Iteño      | Fortín de Tacumbú       | 4 de junio | 15:45   |

| Fecha 8             | Fecha 8   | Fecha 8             | Fecha 8            | Fecha 8     | Fecha 8 |
| Local               | Resultado | Visitante           | Estadio            | Día         | Hora    |
| ------------------- | --------- | ------------------- | ------------------ | ----------- | ------- |
| 3 de Noviembre      | 1 – 0     | Silvio Pettirossi   | Herminio Ricardo   | 30 de mayo  | 14:30   |
| Atlético Colegiales | 1 - 3     | Sportivo Iteño      | Luciano Zacarías   | 31 de mayo  | 9:30    |
| 29 de Setiembre     | 3 - 3     | Atlántida           | Salustiano Zaracho | 1 de junio  | 10:00   |
| 12 de Octubre       | 2 - 3     | Martín Ledesma      | Luis Salinas       | 1 de junio  | 10:00   |
| 3 de Febrero FBC    | 0 – 1     | 24 de Setiembre     | 3 de Febrero       | 1 de junio  | 15:30   |
| Sportivo Limpeño    | 0 - 1     | Benjamín Aceval     | Optaciano Gómez    | 1 de junio  | 15:45   |
| Sport Colombia      | 4 – 1     | Presidente Hayes    | Luciano Zacarías   | 1 de junio  | 15:45   |
| Olimpia (Itá)       | 0 – 0     | Cristóbal Colón JAS | Manuel Gamarra     | 1 de junio  | 15:45   |
| General Díaz        | 0 – 1     | Fulgencio Yegros    | Luciano Zacarías   | 11 de junio | 15:45   |

| Fecha 9             | Fecha 9   | Fecha 9             | Fecha 9                | Fecha 9    | Fecha 9 |
| Local               | Resultado | Visitante           | Estadio                | Día        | Hora    |
| ------------------- | --------- | ------------------- | ---------------------- | ---------- | ------- |
| Martín Ledesma      | 4 – 0     | General Díaz        | Enrique Soler          | 7 de junio | 10:00   |
| Cristóbal Colón JAS | 3 - 1     | 3 de Noviembre      | Herminio Ricardo       | 7 de junio | 15:45   |
| Presidente Hayes    | 0 - 0     | Atlético Colegiales | Fortín de Tacumbú      | 8 de junio | 10:00   |
| Atlántida           | 1 – 2     | 12 de Octubre       | Ricardo Gregor         | 8 de junio | 15:00   |
| Silvio Pettirossi   | 2 - 3     | Sport Colombia      | Bernabé Pedrozo        | 8 de junio | 15:45   |
| Sportivo Iteño      | 2 – 0     | 29 de Setiembre     | Salvador Morga         | 8 de junio | 15:45   |
| Fulgencio Yegros    | 0 – 1     | 3 de Febrero FBC    | Pablo Patricio Bogarín | 8 de junio | 15:45   |
| Benjamín Aceval     | 1 – 3     | Olimpia (Itá)       | Isidro Roussillón      | 8 de junio | 16:30   |
| 24 de Setiembre     | 1 - 0     | Sportivo Limpeño    | Próculo Cortázar       | 9 de junio | 14:30   |

| Fecha 10          | Fecha 10  | Fecha 10            | Fecha 10           | Fecha 10    | Fecha 10 |
| Local             | Resultado | Visitante           | Estadio            | Día         | Hora     |
| ----------------- | --------- | ------------------- | ------------------ | ----------- | -------- |
| Olimpia (Itá)     | 1 – 2     | 24 de Setiembre     | Manuel Gamarra     | 13 de junio | 15:45    |
| Sport Colombia    | 1 – 1     | Cristóbal Colón JAS | Ricardo Gregor     | 14 de junio | 8:00     |
| 3 de Noviembre    | 4 – 0     | Benjamín Aceval     | Rubén Ramírez      | 14 de junio | 15:45    |
| Sportivo Limpeño  | 2 – 0     | Fulgencio Yegros    | Optaciano Gómez    | 14 de junio | 15:45    |
| 29 de Setiembre   | 0 – 0     | Atlético Colegiales | Salustiano Zaracho | 15 de junio | 10:00    |
| Silvio Pettirossi | 0 – 3     | Presidente Hayes    | Bernabé Pedrozo    | 15 de junio | 15:45    |
| General Díaz      | 0 - 1     | Atlántida           | Manuel Gamarra     | 16 de junio | 14:30    |
| 12 de Octubre     | 1 - 1     | Sportivo Iteño      | Ricardo Gregor     | 16 de junio | 15:00    |
| 3 de Febrero FBC  | 1 – 2     | Martín Ledesma      | Tomás Began Correa | 9 de julio  | 15:00    |

| Fecha 11            | Fecha 11  | Fecha 11          | Fecha 11               | Fecha 11    | Fecha 11 |
| Local               | Resultado | Visitante         | Estadio                | Día         | Hora     |
| ------------------- | --------- | ----------------- | ---------------------- | ----------- | -------- |
| Benjamín Aceval     | 1 – 1     | Sport Colombia    | Isidro Roussillón      | 20 de junio | 14:30    |
| Atlético Colegiales | 1 - 3     | 12 de Octubre     | Luciano Zacarias       | 20 de junio | 15:30    |
| Atlántida           | 1 - 2     | 3 de Febrero FBC  | Complejo Oceánico      | 21 de junio | 10:00    |
| Presidente Hayes    | 0 - 1     | 29 de Setiembre   | Fortín de Tacumbú      | 21 de junio | 15:30    |
| Martín Ledesma      | 1 - 2     | Sportivo Limpeño  | Fortín de Tacumbú      | 22 de junio | 10:00    |
| Sportivo Iteño      | 1 – 0     | General Díaz      | Salvador Morga         | 22 de junio | 10:00    |
| Cristóbal Colón JAS | 2 - 1     | Silvio Pettirossi | Herminio Ricardo       | 22 de junio | 15:30    |
| 24 de Setiembre     | 2 - 2     | 3 de Noviembre    | Próculo Cortázar       | 22 de junio | 15:30    |
| Fulgencio Yegros    | 1 - 6     | Olimpia (Itá)     | Pablo Patricio Bogarín | 22 de junio | 15:30    |

| Fecha 12            | Fecha 12  | Fecha 12            | Fecha 12           | Fecha 12    | Fecha 12 |
| Local               | Resultado | Visitante           | Estadio            | Día         | Hora     |
| ------------------- | --------- | ------------------- | ------------------ | ----------- | -------- |
| General Díaz        | 1 - 2     | Atlético Colegiales | Salustiano Zaracho | 25 de junio | 15:30    |
| 3 de Noviembre      | 1 - 0     | Fulgencio Yegros    | Rubén Ramírez      | 25 de junio | 15:30    |
| Sportivo Limpeño    | 2 - 0     | Atlántida           | Optaciano Gómez    | 25 de junio | 15:30    |
| Sport Colombia      | 0 - 0     | 24 de Setiembre     | Ricardo Gregor     | 26 de junio | 15:30    |
| 12 de Octubre       | 7 - 0     | 29 de Setiembre     | Ricardo Gregor     | 2 de julio  | 15:00    |
| Cristóbal Colón JAS | 2 – 1     | Presidente Hayes    | Herminio Ricardo   | 2 de julio  | 15:30    |
| Silvio Pettirossi   | 2 - 2     | Benjamín Aceval     | Bernabé Pedrozo    | 2 de julio  | 15:30    |
| Olimpia (Itá)       | 3 – 1     | Martín Ledesma      | Manuel Gamarra     | 2 de julio  | 15:30    |
| 3 de Febrero FBC    | 4 – 1     | Sportivo Iteño      | 3 de Febrero       | 23 de julio | 15:30    |

| Fecha 13            | Fecha 13  | Fecha 13            | Fecha 13           | Fecha 13    | Fecha 13 |
| Local               | Resultado | Visitante           | Estadio            | Día         | Hora     |
| ------------------- | --------- | ------------------- | ------------------ | ----------- | -------- |
| Benjamín Aceval     | 1 - 0     | Cristóbal Colón JAS | Isidro Roussillón  | 27 de junio | 16:30    |
| 29 de Setiembre     | 3 - 0     | General Díaz        | Salustiano Zaracho | 28 de junio | 10:00    |
| Presidente Hayes    | 1 – 1     | 12 de Octubre       | Fortín de Tacumbú  | 28 de junio | 15:30    |
| Atlético Colegiales | 2 - 1     | 3 de Febrero FBC    | Luciano Zacarías   | 29 de junio | 10:00    |
| Sportivo Iteño      | 0 - 0     | Sportivo Limpeño    | Salvador Morga     | 29 de junio | 10:00    |
| Martín Ledesma      | 1 - 1     | 3 de Noviembre      | Salustiano Zaracho | 29 de junio | 10:00    |
| 24 de Setiembre     | 2 - 3     | Silvio Pettirossi   | Próculo Cortázar   | 29 de junio | 15:30    |
| Fulgencio Yegros    | 1 – 0     | Sport Colombia      | Ricardo Gregor     | 30 de junio | 13:00    |
| Atlántida           | 2 – 2     | Olimpia (Itá)       | Complejo Oceánico  | 23 de julio | 13:00    |

| Fecha 14            | Fecha 14  | Fecha 14            | Fecha 14          | Fecha 14   | Fecha 14 |
| Local               | Resultado | Visitante           | Estadio           | Día        | Hora     |
| ------------------- | --------- | ------------------- | ----------------- | ---------- | -------- |
| 3 de Noviembre      | 1 - 0     | Atlántida           | Herminio Ricardo  | 4 de julio | 13:00    |
| General Díaz        | 0 - 4     | 12 de Octubre       | Ricardo Gregor    | 5 de julio | 14:00    |
| 3 de Febrero FBC    | 4 – 2     | 29 de Setiembre     | Fortín de Tacumbú | 5 de julio | 15:15    |
| Sportivo Limpeño    | 2 – 0     | Atlético Colegiales | Optaciano Gómez   | 5 de julio | 15:30    |
| Benjamín Aceval     | 5 - 1     | Presidente Hayes    | Isidro Roussillón | 5 de julio | 16:30    |
| Sport Colombia      | 0 - 1     | Martín Ledesma      | Alfonso Colmán    | 6 de julio | 10:00    |
| Cristóbal Colón JAS | 0 - 0     | 24 de Setiembre     | Herminio Ricardo  | 6 de julio | 15:15    |
| Silvio Pettirossi   | 0 - 0     | Fulgencio Yegros    | Bernabé Pedrozo   | 6 de julio | 15:15    |
| Olimpia (Itá)       | 3 - 1     | Sportivo Iteño      | Manuel Gamarra    | 6 de julio | 15:15    |

| Fecha 15            | Fecha 15  | Fecha 15            | Fecha 15           | Fecha 15    | Fecha 15 |
| Local               | Resultado | Visitante           | Estadio            | Día         | Hora     |
| ------------------- | --------- | ------------------- | ------------------ | ----------- | -------- |
| Atlético Colegiales | 0 - 0     | Olimpia (Itá)       | Luciano Zacarías   | 11 de julio | 15:15    |
| 12 de Octubre       | 2 - 0     | 3 de Febrero FBC    | Ricardo Gregor     | 12 de julio | 15:00    |
| Presidente Hayes    | 2 - 0     | General Díaz        | Fortín de Tacumbú  | 12 de julio | 15:15    |
| Fulgencio Yegros    | 2 – 3     | Cristóbal Colón JAS | Luciano Zacarías   | 12 de julio | 15:15    |
| Atlántida           | 1 - 0     | Sport Colombia      | Complejo Oceánico  | 12 de julio | 15:15    |
| 29 de Setiembre     | 2 – 2     | Sportivo Limpeño    | Salustiano Zaracho | 13 de julio | 10:00    |
| Sportivo Iteño      | 0 – 1     | 3 de Noviembre      | Salvador Morga     | 13 de julio | 10:00    |
| Martín Ledesma      | 3 - 2     | Silvio Pettirossi   | Enrique Soler      | 13 de julio | 15:15    |
| 24 de Setiembre     | 0 - 1     | Benjamín Aceval     | Próculo Cortázar   | 14 de julio | 13:00    |

| Fecha 16            | Fecha 16  | Fecha 16            | Fecha 16          | Fecha 16    | Fecha 16 |
| Local               | Resultado | Visitante           | Estadio           | Día         | Hora     |
| ------------------- | --------- | ------------------- | ----------------- | ----------- | -------- |
| Sport Colombia      | 1 - 3     | Sportivo Iteño      | Ricardo Gregor    | 18 de julio | 13:00    |
| Cristóbal Colón JAS | 1 - 2     | Martín Ledesma      | Herminio Ricardo  | 19 de julio | 15:15    |
| Olimpia (Itá)       | 3 – 0     | 29 de Setiembre     | Manuel Gamarra    | 19 de julio | 15:15    |
| 3 de Febrero FBC    | 3 – 0     | General Díaz        | 3 de Febrero      | 19 de julio | 15:15    |
| 24 de Setiembre     | 2 – 1     | Presidente Hayes    | Próculo Cortázar  | 20 de julio | 15:15    |
| Silvio Pettirossi   | 2 – 1     | Atlántida           | Bernabé Pedrozo   | 20 de julio | 15:15    |
| Sportivo Limpeño    | 2 – 1     | 12 de Octubre       | Optaciano Gómez   | 20 de julio | 15:15    |
| 3 de Noviembre      | 2 - 0     | Atlético Colegiales | Rubén Ramírez     | 20 de julio | 15:15    |
| Benjamín Aceval     | 3 - 2     | Fulgencio Yegros    | Isidro Roussillón | 20 de julio | 16:00    |

| Fecha 17            | Fecha 17  | Fecha 17            | Fecha 17            | Fecha 17    | Fecha 17 |
| Local               | Resultado | Visitante           | Estadio             | Día         | Hora     |
| ------------------- | --------- | ------------------- | ------------------- | ----------- | -------- |
| Atlético Colegiales | 1 - 0     | Sport Colombia      | Luciano Zacarías    | 25 de julio | 15:15    |
| 29 de Setiembre     | 0 - 1     | 3 de Noviembre      | Salustiano Zaracho  | 26 de julio | 10:00    |
| 12 de Octubre       | 1 – 1     | Olimpia (Itá)       | Ricardo Gregor      | 26 de julio | 15:00    |
| Presidente Hayes    | 0 – 1     | 3 de Febrero FBC    | Fortín de Tacumbú   | 26 de julio | 15:15    |
| Atlántida           | 3 - 1     | Cristóbal Colón JAS | Complejo Oceánico   | 27 de julio | 15:15    |
| Martín Ledesma      | 0 - 2     | Benjamín Aceval     | Enrique Soler       | 28 de julio | 13:00    |
| Fulgencio Yegros    | 2 - 3     | 24 de Setiembre     | Luciano Zacarias    | 28 de julio | 15:00    |
| Sportivo Iteño      | 0 – 5     | Silvio Pettirossi   | Salvador Morga      | 29 de julio | 15:00    |
| General Díaz        | 0 – 1     | Sportivo Limpeño    | Hugo Bogado Vaceque | 30 de julio | 10:00    |

### Segunda vuelta
| Fecha 18            | Fecha 18  | Fecha 18            | Fecha 18            | Fecha 18     | Fecha 18 |
| Local               | Resultado | Visitante           | Estadio             | Día          | Hora     |
| ------------------- | --------- | ------------------- | ------------------- | ------------ | -------- |
| 3 de Febrero FBC    | 0 - 2     | Sportivo Limpeño    | Tomás Beggan Correa | 8 de agosto  | 13:30    |
| Atlético Colegiales | 2 - 4     | Silvio Pettirossi   | Luciano Zacarías    | 8 de agosto  | 15:15    |
| General Díaz        | 2 - 1     | Olimpia (Itá)       | Complejo Oceánico   | 8 de agosto  | 16:00    |
| Martín Ledesma      | 2 - 2     | 24 de Setiembre     | Enrique Soler       | 9 de agosto  | 10:00    |
| Sportivo Iteño      | 0 – 2     | Cristóbal Colón JAS | Salvador Morga      | 9 de agosto  | 15:15    |
| 12 de Octubre       | 4 – 0     | 3 de Noviembre      | Ricardo Gregor      | 9 de agosto  | 16:00    |
| 29 de Setiembre     | 1 – 1     | Sport Colombia      | Salustiano Zaracho  | 10 de agosto | 10:00    |
| Atlántida           | 3 - 3     | Benjamín Aceval     | Complejo Oceánico   | 10 de agosto | 15:15    |
| Fulgencio Yegros    | 0 – 1     | Presidente Hayes    | Cerro León          | 11 de agosto | 15:00    |

| Fecha 19            | Fecha 19  | Fecha 19            | Fecha 19          | Fecha 19     | Fecha 19 |
| Local               | Resultado | Visitante           | Estadio           | Día          | Hora     |
| ------------------- | --------- | ------------------- | ----------------- | ------------ | -------- |
| 24 de Setiembre     | 3 - 0     | Atlántida           | Próculo Cortázar  | 15 de agosto | 13:00    |
| Sport Colombia      | 1 - 4     | 12 de Octubre       | Alfonso Colmán    | 16 de agosto | 10:00    |
| Olimpia (Itá)       | 5 - 0     | 3 de Febrero FBC    | Manuel Gamarra    | 16 de agosto | 15:15    |
| Cristóbal Colón JAS | 1 - 1     | Atlético Colegiales | Herminio Ricardo  | 16 de agosto | 15:15    |
| Presidente Hayes    | 0 - 1     | Sportivo Limpeño    | Fortín de Tacumbú | 16 de agosto | 15:15    |
| 3 de Noviembre      | 1 - 0     | General Díaz        | Rubén Ramírez     | 17 de agosto | 15:15    |
| Silvio Pettirossi   | 0 - 1     | 29 de Setiembre     | Bernabé Pedrozo   | 17 de agosto | 15:15    |
| Benjamín Aceval     | 4 - 1     | Sportivo Iteño      | Isidro Roussillón | 17 de agosto | 15:15    |
| Fulgencio Yegros    | 0 – 1     | Martín Ledesma      | Cerro León        | 18 de agosto | 15:15    |

| Fecha 20            | Fecha 20  | Fecha 20            | Fecha 20           | Fecha 20     | Fecha 20 |
| Local               | Resultado | Visitante           | Estadio            | Día          | Hora     |
| ------------------- | --------- | ------------------- | ------------------ | ------------ | -------- |
| Atlético Colegiales | –         | Benjamín Aceval     | Luciano Zacarías   | 22 de agosto | 15:15    |
| 3 de Febrero FBC    | –         | 3 de Noviembre      | 3 de Febrero       | 22 de agosto | 15:15    |
| General Díaz        | –         | Sport Colombia      | Complejo Oceánico  | 22 de agosto | 15:30    |
| 12 de Octubre       | –         | Silvio Pettirossi   | Ricardo Gregor     | 23 de agosto | 15:00    |
| Sportivo Limpeño    | –         | Olimpia (Itá)       | Isidro Roussillón  | 23 de agosto | 15:15    |
| 29 de Setiembre     | –         | Cristóbal Colón JAS | Salustiano Zaracho | 24 de agosto | 10:00    |
| Atlántida           | –         | Fulgencio Yegros    | Complejo Oceánico  | 24 de agosto | 15:15    |
| Sportivo Iteño      | –         | 24 de Setiembre     | Salvador Morga     | 24 de agosto | 15:15    |
| Martín Ledesma      | –         | Presidente Hayes    | Enrique Soler      | 25 de agosto | 13:00    |

| Fecha 21            | Fecha 21  | Fecha 21            | Fecha 21 | Fecha 21 | Fecha 21 |
| Local               | Resultado | Visitante           | Estadio  | Día      | Hora     |
| ------------------- | --------- | ------------------- | -------- | -------- | -------- |
| 12 de Octubre       | –         | Cristóbal Colón JAS |          |          |          |
| 29 de Setiembre     | –         | Benjamín Aceval     |          |          |          |
| 3 de Febrero FBC    | –         | Sport Colombia      |          |          |          |
| Atlético Colegiales | –         | 24 de Setiembre     |          |          |          |
| Atlántida           | –         | Martín Ledesma      |          |          |          |
| General Díaz        | –         | Silvio Pettirossi   |          |          |          |
| Olimpia (Itá)       | –         | Presidente Hayes    |          |          |          |
| Sportivo Limpeño    | –         | 3 de Noviembre      |          |          |          |
| Sportivo Iteño      | –         | Fulgencio Yegros    |          |          |          |

| Fecha 22            | Fecha 22  | Fecha 22            | Fecha 22 | Fecha 22 | Fecha 22 |
| Local               | Resultado | Visitante           | Estadio  | Día      | Hora     |
| ------------------- | --------- | ------------------- | -------- | -------- | -------- |
| Sport Colombia      | –         | Sportivo Limpeño    |          |          |          |
| Presidente Hayes    | –         | Atlántida           |          |          |          |
| Fulgencio Yegros    | –         | Atlético Colegiales |          |          |          |
| 24 de Setiembre     | –         | 29 de Setiembre     |          |          |          |
| Cristóbal Colón JAS | –         | General Díaz        |          |          |          |
| Benjamín Aceval     | –         | 12 de Octubre       |          |          |          |
| Silvio Pettirossi   | –         | 3 de Febrero FBC    |          |          |          |
| 3 de Noviembre      | –         | Olimpia (Itá)       |          |          |          |
| Martín Ledesma      | –         | Sportivo Iteño      |          |          |          |

| Fecha 23            | Fecha 23  | Fecha 23            | Fecha 23 | Fecha 23 | Fecha 23 |
| Local               | Resultado | Visitante           | Estadio  | Día      | Hora     |
| ------------------- | --------- | ------------------- | -------- | -------- | -------- |
| 29 de Setiembre     | –         | Fulgencio Yegros    |          |          |          |
| 3 de Noviembre      | –         | Presidente Hayes    |          |          |          |
| Olimpia (Itá)       | –         | Sport Colombia      |          |          |          |
| Sportivo Limpeño    | –         | Silvio Pettirossi   |          |          |          |
| General Díaz        | –         | Benjamín Aceval     |          |          |          |
| 3 de Febrero FBC    | –         | Cristóbal Colón JAS |          |          |          |
| Sportivo Iteño      | –         | Atlántida           |          |          |          |
| Atlético Colegiales | –         | Martín Ledesma      |          |          |          |
| 12 de Octubre       | –         | 24 de Setiembre     |          |          |          |

| Fecha 24            | Fecha 24  | Fecha 24            | Fecha 24 | Fecha 24 | Fecha 24 |
| Local               | Resultado | Visitante           | Estadio  | Día      | Hora     |
| ------------------- | --------- | ------------------- | -------- | -------- | -------- |
| Fulgencio Yegros    | –         | 12 de Octubre       |          |          |          |
| Cristóbal Colón JAS | –         | Sportivo Limpeño    |          |          |          |
| Martín Ledesma      | –         | 29 de Setiembre     |          |          |          |
| Sport Colombia      | –         | 3 de Noviembre      |          |          |          |
| 24 de Setiembre     | –         | General Díaz        |          |          |          |
| Silvio Pettirossi   | –         | Olimpia (Itá)       |          |          |          |
| Atlántida           | –         | Atlético Colegiales |          |          |          |
| Benjamín Aceval     | –         | 3 de Febrero FBC    |          |          |          |
| Presidente Hayes    | –         | Sportivo Iteño      |          |          |          |

| Fecha 25            | Fecha 25  | Fecha 25            | Fecha 25 | Fecha 25 | Fecha 25 |
| Local               | Resultado | Visitante           | Estadio  | Día      | Hora     |
| ------------------- | --------- | ------------------- | -------- | -------- | -------- |
| 3 de Noviembre      | –         | Silvio Pettirossi   |          |          |          |
| Atlético Colegiales | –         | Sportivo Iteño      |          |          |          |
| 29 de Setiembre     | –         | Atlántida           |          |          |          |
| 12 de Octubre       | –         | Martín Ledesma      |          |          |          |
| 3 de Febrero FBC    | –         | 24 de Setiembre     |          |          |          |
| Sportivo Limpeño    | –         | Benjamín Aceval     |          |          |          |
| Sport Colombia      | –         | Presidente Hayes    |          |          |          |
| Olimpia (Itá)       | –         | Cristóbal Colón JAS |          |          |          |
| General Díaz        | –         | Fulgencio Yegros    |          |          |          |

| Fecha 26            | Fecha 26  | Fecha 26            | Fecha 26 | Fecha 26 | Fecha 26 |
| Local               | Resultado | Visitante           | Estadio  | Día      | Hora     |
| ------------------- | --------- | ------------------- | -------- | -------- | -------- |
| Martín Ledesma      | –         | General Díaz        |          |          |          |
| Cristóbal Colón JAS | –         | 3 de Noviembre      |          |          |          |
| Presidente Hayes    | –         | Atlético Colegiales |          |          |          |
| Atlántida           | –         | 12 de Octubre       |          |          |          |
| Silvio Pettirossi   | –         | Sport Colombia      |          |          |          |
| Sportivo Iteño      | –         | 29 de Setiembre     |          |          |          |
| Fulgencio Yegros    | –         | 3 de Febrero FBC    |          |          |          |
| Benjamín Aceval     | –         | Olimpia (Itá)       |          |          |          |
| 24 de Setiembre     | –         | Sportivo Limpeño    |          |          |          |

| Fecha 27          | Fecha 27  | Fecha 27            | Fecha 27 | Fecha 27 | Fecha 27 |
| Local             | Resultado | Visitante           | Estadio  | Día      | Hora     |
| ----------------- | --------- | ------------------- | -------- | -------- | -------- |
| Olimpia (Itá)     | –         | 24 de Setiembre     |          |          |          |
| Sport Colombia    | –         | Cristóbal Colón JAS |          |          |          |
| 3 de Noviembre    | –         | Benjamín Aceval     |          |          |          |
| Sportivo Limpeño  | –         | Fulgencio Yegros    |          |          |          |
| 29 de Setiembre   | –         | Atlético Colegiales |          |          |          |
| Silvio Pettirossi | –         | Presidente Hayes    |          |          |          |
| General Díaz      | –         | Atlántida           |          |          |          |
| 12 de Octubre     | –         | Sportivo Iteño      |          |          |          |
| 3 de Febrero FBC  | –         | Martín Ledesma      |          |          |          |

| Fecha 28            | Fecha 28  | Fecha 28          | Fecha 28 | Fecha 28 | Fecha 28 |
| Local               | Resultado | Visitante         | Estadio  | Día      | Hora     |
| ------------------- | --------- | ----------------- | -------- | -------- | -------- |
| Benjamín Aceval     | –         | Sport Colombia    |          |          |          |
| Atlético Colegiales | –         | 12 de Octubre     |          |          |          |
| Atlántida           | –         | 3 de Febrero FBC  |          |          |          |
| Presidente Hayes    | –         | 29 de Setiembre   |          |          |          |
| Martín Ledesma      | –         | Sportivo Limpeño  |          |          |          |
| Sportivo Iteño      | –         | General Díaz      |          |          |          |
| Cristóbal Colón JAS | –         | Silvio Pettirossi |          |          |          |
| 24 de Setiembre     | –         | 3 de Noviembre    |          |          |          |
| Fulgencio Yegros    | –         | Olimpia (Itá)     |          |          |          |

| Fecha 29            | Fecha 29  | Fecha 29            | Fecha 29 | Fecha 29 | Fecha 29 |
| Local               | Resultado | Visitante           | Estadio  | Día      | Hora     |
| ------------------- | --------- | ------------------- | -------- | -------- | -------- |
| General Díaz        | –         | Atlético Colegiales |          |          |          |
| 3 de Noviembre      | –         | Fulgencio Yegros    |          |          |          |
| Sportivo Limpeño    | –         | Atlántida           |          |          |          |
| Sport Colombia      | –         | 24 de Setiembre     |          |          |          |
| 12 de Octubre       | –         | 29 de Setiembre     |          |          |          |
| Cristóbal Colón JAS | –         | Presidente Hayes    |          |          |          |
| Silvio Pettirossi   | –         | Benjamín Aceval     |          |          |          |
| Olimpia (Itá)       | –         | Martín Ledesma      |          |          |          |
| 3 de Febrero FBC    | –         | Sportivo Iteño      |          |          |          |

| Fecha 30            | Fecha 30  | Fecha 30            | Fecha 30 | Fecha 30 | Fecha 30 |
| Local               | Resultado | Visitante           | Estadio  | Día      | Hora     |
| ------------------- | --------- | ------------------- | -------- | -------- | -------- |
| Benjamín Aceval     | –         | Cristóbal Colón JAS |          |          |          |
| 29 de Setiembre     | –         | General Díaz        |          |          |          |
| Presidente Hayes    | –         | 12 de Octubre       |          |          |          |
| Atlético Colegiales | –         | 3 de Febrero FBC    |          |          |          |
| Sportivo Iteño      | –         | Sportivo Limpeño    |          |          |          |
| Martín Ledesma      | –         | 3 de Noviembre      |          |          |          |
| 24 de Setiembre     | –         | Silvio Pettirossi   |          |          |          |
| Fulgencio Yegros    | –         | Sport Colombia      |          |          |          |
| Atlántida           | –         | Olimpia (Itá)       |          |          |          |

| Fecha 31            | Fecha 31  | Fecha 31            | Fecha 31 | Fecha 31 | Fecha 31 |
| Local               | Resultado | Visitante           | Estadio  | Día      | Hora     |
| ------------------- | --------- | ------------------- | -------- | -------- | -------- |
| 3 de Noviembre      | –         | Atlántida           |          |          |          |
| General Díaz        | –         | 12 de Octubre       |          |          |          |
| 3 de Febrero FBC    | –         | 29 de Setiembre     |          |          |          |
| Sportivo Limpeño    | –         | Atlético Colegiales |          |          |          |
| Benjamín Aceval     | –         | Presidente Hayes    |          |          |          |
| Sport Colombia      | –         | Martín Ledesma      |          |          |          |
| Cristóbal Colón JAS | –         | 24 de Setiembre     |          |          |          |
| Silvio Pettirossi   | –         | Fulgencio Yegros    |          |          |          |
| Olimpia (Itá)       | –         | Sportivo Iteño      |          |          |          |

| Fecha 32            | Fecha 32  | Fecha 32            | Fecha 32 | Fecha 32 | Fecha 32 |
| Local               | Resultado | Visitante           | Estadio  | Día      | Hora     |
| ------------------- | --------- | ------------------- | -------- | -------- | -------- |
| Atlético Colegiales | –         | Olimpia (Itá)       |          |          |          |
| 12 de Octubre       | –         | 3 de Febrero FBC    |          |          |          |
| Presidente Hayes    | –         | General Díaz        |          |          |          |
| Fulgencio Yegros    | –         | Cristóbal Colón JAS |          |          |          |
| Atlántida           | –         | Sport Colombia      |          |          |          |
| 29 de Setiembre     | –         | Sportivo Limpeño    |          |          |          |
| Sportivo Iteño      | –         | 3 de Noviembre      |          |          |          |
| Martín Ledesma      | –         | Silvio Pettirossi   |          |          |          |
| 24 de Setiembre     | –         | Benjamín Aceval     |          |          |          |

| Fecha 33            | Fecha 33  | Fecha 33            | Fecha 33 | Fecha 33 | Fecha 33 |
| Local               | Resultado | Visitante           | Estadio  | Día      | Hora     |
| ------------------- | --------- | ------------------- | -------- | -------- | -------- |
| Sport Colombia      | –         | Sportivo Iteño      |          |          |          |
| Cristóbal Colón JAS | –         | Martín Ledesma      |          |          |          |
| Olimpia (Itá)       | –         | 29 de Setiembre     |          |          |          |
| 3 de Febrero FBC    | –         | General Díaz        |          |          |          |
| 24 de Setiembre     | –         | Presidente Hayes    |          |          |          |
| Silvio Pettirossi   | –         | Atlántida           |          |          |          |
| Sportivo Limpeño    | –         | 12 de Octubre       |          |          |          |
| 3 de Noviembre      | –         | Atlético Colegiales |          |          |          |
| Benjamín Aceval     | –         | Fulgencio Yegros    |          |          |          |

| Fecha 34            | Fecha 34  | Fecha 34            | Fecha 34 | Fecha 34 | Fecha 34 |
| Local               | Resultado | Visitante           | Estadio  | Día      | Hora     |
| ------------------- | --------- | ------------------- | -------- | -------- | -------- |
| Atlético Colegiales | –         | Sport Colombia      |          |          |          |
| 29 de Setiembre     | –         | 3 de Noviembre      |          |          |          |
| Olimpia (Itá)       | –         | 12 de Octubre       |          |          |          |
| Presidente Hayes    | –         | 3 de Febrero FBC    |          |          |          |
| General Díaz        | –         | Sportivo Limpeño    |          |          |          |
| Sportivo Iteño      | –         | Silvio Pettirossi   |          |          |          |
| Fulgencio Yegros    | –         | 24 de Setiembre     |          |          |          |
| Atlántida           | –         | Cristóbal Colón JAS |          |          |          |
| Martín Ledesma      | –         | Benjamín Aceval     |          |          |          |

## Puntaje promedio
El promedio de puntos de un club es el cociente que se obtiene de la división de su puntaje acumulado en las últimas tres temporadas en la división, por la cantidad de partidos que haya jugado durante dicho período. Este determina, al final de cada temporada, a los equipos que descenderán a la Primera División C.
| Pos. | Equipo              | Prom. | Pts. | PJ | '23 | '24 | '25 |
| ---- | ------------------- | ----- | ---- | -- | --- | --- | --- |
| 1.°  | Martín Ledesma      | 1.895 | 36   | 19 | 0   | 0   | 36  |
| 2.º  | Cristóbal Colón JAS | 1.835 | 156  | 85 | 67  | 57  | 32  |
| 3.º  | Benjamín Aceval     | 1.800 | 153  | 85 | 59  | 61  | 33  |
| 4.º  | 24 de Setiembre     | 1.736 | 92   | 53 | 0   | 56  | 36  |
| 5.º  | 12 de Octubre FC    | 1.642 | 87   | 53 | 0   | 58  | 29  |
| 6.º  | 3 de Noviembre      | 1.565 | 133  | 85 | 47  | 44  | 42  |
| 7.º  | Olimpia (Itá)       | 1.518 | 129  | 85 | 42  | 49  | 38  |
| 8.º  | Atlántida           | 1.494 | 127  | 85 | 40  | 64  | 23  |
| 9.º  | 3 de Febrero FBC    | 1.329 | 113  | 85 | 38  | 48  | 27  |
| 10.º | Silvio Pettirossi   | 1.282 | 109  | 85 | 48  | 35  | 26  |
| 11.º | Sport Colombia      | 1.245 | 66   | 53 | 0   | 44  | 22  |
| 12.º | Sportivo Limpeño    | 1.235 | 105  | 85 | 41  | 34  | 30  |
| 13.º | General Díaz        | 1.024 | 87   | 85 | 50  | 32  | 5   |
| 14.º | Presidente Hayes    | 0.988 | 84   | 85 | 35  | 31  | 18  |
| 15.º | Sportivo Iteño      | 0.947 | 18   | 19 | 0   | 0   | 18  |
| 16.º | 29 de Setiembre     | 0.918 | 78   | 85 | 26  | 30  | 22  |
| 17.º | Atlético Colegiales | 0.895 | 17   | 19 | 0   | 0   | 17  |
| 18.º | Fulgencio Yegros    | 0.737 | 14   | 19 | 0   | 0   | 14  |

     Descendidos a la Primera División C.

## Goleadores
| Pos. | Jugador           | Equipos             | Goles |
| ---- | ----------------- | ------------------- | ----- |
| 1    | Matías Silvero    | Olimpia (Itá)       | 12    |
| 2    | Iván Maciel       | 3 de Noviembre      | 11    |
| 3    | Nery Castro       | Benjamín Aceval     | 11    |
| 4    | Gilberto González | 3 de Febrero FBC    | 10    |
| 5    | Junior Medina     | Sportivo Limpeño    | 9     |
| 6    | Carlos Díaz       | Olimpia (Itá)       | 8     |
| 7    | Francisco Pacher  | 12 de Octubre       | 7     |
| 8    | David Quintana    | 24 de Setiembre     | 7     |
| 9    | Ramiro Bernal     | 29 de Setiembre     | 7     |
| 10   | Osvaldo Argüello  | Benjamín Aceval     | 7     |
| 11   | Gustavo Verón     | Martín Ledesma      | 7     |
| 12   | César Alonso      | Cristóbal Colón JAS | 6     |
| 13   | Epifanio García   | Cristóbal Colón JAS | 6     |
| 14   | Óscar Martínez    | Olimpia (Itá)       | 6     |
| 15   | Lucas Acosta      | 12 de Octubre       | 5     |